# Luigi Tomasella
Luigi Tomasella (Pravisdomini, 17 giugno 1954) è un ex giocatore di baseball italiano.

## Carriera

### Inizi
La sua carriera inizia alla fine degli anni 1970 nella squadra locale di Buttrio, un piccolo paese in provincia di Udine. È nel 1983 l'avvicinamento al baseball professionistico, con l'approdo al Polyglass Ponte di Piave, nel campionato di Serie B, in quell'epoca la seconda serie italiana. La prima stagione vede il Ponte di Piave vincere il girone veneto, poi il girone interregionale per approdare infine alle finali di Rimini. L'unica sconfitta, nell'ultima partita, fa sì che svanisca l'obiettivo della promozione nella massima serie. Nel 1984 viene ceduto in prestito all'Alpina Trieste che partecipa alla Serie Nazionale Lega Est.
Nel 1985 termina il prestito e rientra al Ponte di Piave, dove con la formazione del Polyglass, nel frattempo promossa in serie A, questa volte volta vince sia il proprio girone che i play-off, ottenendo il diritto a partecipare nella stagione successiva alla massima serie nazionale. Purtroppo ai meriti sportivi si sostituiscono le difficoltà a reperire sponsor e un campo di gioco adeguato: la società è costretta suo malgrado a rinunciare alla Serie A tanto sperata. La finale play-off fu vinta contro la compagine di San Marino Baseball Club, a cui toccò la sorte del ripescaggio data la rinuncia della formazione trevigiana; una società che era al suo primo anno nella massima serie, ma che aveva già delle ambizioni, con un campo di gioco appena ultimato dotato di illuminazione artificiale.

### San Marino Baseball
Fu proprio questa società ad ingaggiare l'anno successivo Tomasella, che quindi nella stagione 1986 all'età di 32 anni debutta ufficialmente in serie A. Il chesterfield San Marino conlcude la regular season al terzo posto (21 vinte 27 perse) nel girone 1, composto oltre che dalla compagine sammarinese anche dai teams di Trevi Rimini, World Vision Parma, BKV Milano,AMS Bollate e Santarcangelo B.C. I sogni scudetto si infrangono al primo turno dei play-off, dove prevale la Biemme Bologna che vince la serie per 3-1.

### Bologna Baseball
Nella stagione 1987 avviene il passaggio proprio alla Biemme Giocattoli Bologna, partecipante al girone 1 della serie A assieme a Mamoli Grosseto, Norditalia Nettuno, Roma B.C., Nuova Stampa Firenze e Majorca Reggio Emilia. La regular season si conclude con la formazione bolognese che raggiunge il terzo posto (30 vinte 12 perse). Bologna ottiene il passaggio del primo turno dei play-off a scapito della World Vision Parma, ma deve cedere il passo alla Mamoli Grosseto nelle semifinali. Nella settima e decisiva partita contro Parma, Tomasella lancia per 9 inning consecutivi e contribuisce pesantemente al successo per 3 a 1

### Fiorentina Baseball
Le due stagioni successive vedono Tomasella impegnato con la formazione della Nuova Stampa Firenze. Nella stagione 1988 i fiorentini terminano al quarto posto nel girone lega sud (19 vinte 27 perse), composto da Caffè Meseta Bologna, Mamoli Rubinetterie Grosseto, SCAC Nettuno, Bassetti Roma e Majorca Reggio Emilia. Questa volta è il World Vision Parma a imporsi nei quarti finale play-off sui fiorentini per la serie di 4-1. La stagione 1989 è una ripetizione quasi identica della stagione precedente. La regular season vede la Rete 37 Firenze piazzarsi al quarto posto nel girone lega sud (21 vinte 20 perse), composto da Caffè Meseta Bologna, Mamoli Rubinetterie Grosseto, SCAC Nettuno, Bassetti Roma e Fanton Casalecchio. Accede ai play-off e perde ai quarti finale di play-off contro la Ronsoin Lenoir Rimini con la serie per 4-1.

### Milano Baseball

Tomasella alla Mediolanum Milano nel 1991

Nel 1990, all'età di 36 anni, Tomasella viene ingaggiato dalla Mediolanum Milano, inserita nel girone nord della regular season, assieme a World Vision Parma, Tosi Farmaceutici Novara, Nova Vit Torino, AMS Bollate, Black Panthers Ronchi dei Legionari, Flower Gloves Verona. La squadra milanese manca la qualificazione ai play-off, terminando al secondo posto (50 vinte, 15 perse) alle spalle della Ronsoin Lenoir Rimini, che a sua volta perderà la finale scudetto contro SCAC Nettuno.
La stagione 1991 vede la nascita della serie A1, massima professionistica; la Mediolanum Milano termina la regular season al primo posto (28 vinte 8 perse), davanti a Telemarket Rimini, Parma Angels, Walton Grosseto, SCAC Nettuno, Poliedil Bologna, Security Services Roma, Tosi Farmaceutici Novara, Caravantours San Marino e Nova Vit Torino. Come negli anni precedenti, anche quest'anno i play-off scudetto non vengono superati. La sorprendente compagine del Flowers Gloves Verona, partecipante alla serie A2, sconfigge i milanesi nelle semifinali, con la serie di 3-1. Come squadra detentrice della Coppa Italia, la Mediolanum Milano accede alla Coppa delle Coppe che in quell'anno si disputa in terra scandinava, precisamente a Skellefteå, in Svezia. La squadra lombarda vince il trofeo sconfiggendo il Neptunus Rotterdam in finale. La carriera si conclude nell'anno successivo.

### Grosseto Baseball
È il 1992 ed arriva l'ingaggio da parte della Walton di Grosseto. Si tratta dell'ultimo anno di professionismo di Tomasella che coincide con quello meno positivo. La formazione toscana gioca la serie A1, terminando la regular season all'ottavo posto (12 vinte 24 perse), alle spalle di Cariparma Angels, Eurobuilding Fortitudo, Mediolanum Milano, Telemarket Rimini, SCAC Nettuno, Tosi Farmaceutici Novara, Flower Gloves Verona e precedendo solamente le squadre di Poliedil Casalecchio e Security Service Roma. Il piazzamento finale richiede una serie play-out per la permanenza nella massima serie, che viene vinta per 3-0 contro Black Panthers Ronchi dei Legionari.

### Fine carriera
La carriera professionistica si conclude con la vittoria di 1 coppa delle coppe e di una coppa italia. Nel campionato italiano di baseball: 44 vittorie, 5 salvezze 756 inning lanciati, 468 strike out, media ERA di 4,64. Negli anni successivi ritorna a dare una mano al Ponte di Piave, ma ormai il braccio, la spalla, l'età non gli permettono di proseguire. Ed è allora che alla fine degli anni 90 si reinventa coach, dapprima per squadre di leghe minori come il Conegliano, Il Portogruaro, il Pordenone ed infine per la squadra di Softball femminile di Azzano Decimo con cui nella stagione 1998 ha partecipato alla massima serie.

## Palmarès

### Club
- Coppa delle Coppe: 1

Milano: 1991
- Coppa Italia: 2

Milano: 1990, 1991

## Vita privata
Nasce in un piccolo paese della bassa pordenonese al confine con il veneto, emigra dopo pochi mesi di vita, assieme ai genitori ed alla sorella, a Montréal in Canada, per poi ritornare in Italia ormai diciassettenne. Gli anni “canadesi” lo avvicinano molto a sport quali Hockey su ghiaccio e baseball. Negli anni 70 si stabilisce a Fiume Veneto, termina gli studi alle scuole superiori e si avvicina ai primi campi di baseball in un friuli-venezia giulia dove il baseball è ormai radicato da anni.